# آبرو
آبرو، حیثیتیا پِرِستیژ (به انگلیسی: prestige) اعتبار و ارزش و احترامی است که فرد به‌دلیل موقعیت شغلی یا اقتصادی یا اجتماعی یا فرهنگی در جامعه از آن برخوردار است.به دیگر بیان، حیثیت به معنی دیدگاه، عزت و احترامی است که مردم با توجه به شخصیت و رفتارهای گذشته، نسبت به آن شخص دارند.حیثیت در ارتباط با دیگر مفاهیم روان‌شناسی نظیر اعتماد به نفس، عزت‌نفس و حرمت‌نفس مورد بررسی قرار می‌گیرد.

## ارجاعات
1. 1 2  «حیثیت» [جامعه‌شناسی] هم‌ارزِ «prestige»؛ منبع: گروه واژه‌گزینی. دفتر دوازدهم. فرهنگ واژه‌های مصوب فرهنگستان. تهران: انتشارات فرهنگستان زبان و ادب فارسی. شابک ۹۷۸-۶۰۰-۶۱۴۳-۶۶-۸ (ذیل سرواژهٔ حیثیت)
2. ↑  "Meaning of reputation in English". Cambridge Dectionary.
3. ↑  "Reputation". Wikipedia (به انگلیسی). 2019-10-05.